# Власенко Георгій Юхимович
Георгій Юхимович Власенко (18 серпня 1914, місто Харків Харківської губернії, тепер Харківської області — 19 лютого 1969, Харків) — український радянський діяч, голова виконавчого комітету Харківської міської ради. Депутат Верховної Ради УРСР 6—7-го скликань. Член Президії Верховної Ради УРСР 7-го скликання.

## Біографія
Народився в родині робітника. Трудову діяльність розпочав у 1929 році учнем токаря на Харківському заводі «Світло шахтаря».
До 1937 року — токар, майстер цеху, технолог Харківського заводу «Світло шахтаря».
У 1932 році без відриву від виробництва закінчив робітничий факультет та вступив до Харківського механіко-машинобудівного інституту, який закінчив у 1937 році.
У 1937—1941 роках — керівник технічного бюро цеху, начальник механічного цеху, головний механік Харківського заводу «Світло шахтаря».
Член ВКП(б) з 1939 року.
З 1941 року — в Червоній армії на керівній політичній роботі. Учасник німецько-радянської війни з 1942 року. У 1945 році — учасник радянсько-японської війни. Служив військовим комісаром роти 123-ї танкової бригади Сталінградського фронту, агітатором 20-го гвардійського танкового полку. Закінчив вищі загальноармійські військово-політичні курси Головного управління пропаганди Радянської армії.
Після демобілізації, з 1948 по 1952 рік — старший інженер відділу головного технолога, начальник лампового цеху Харківського заводу «Світло шахтаря». У вересні 1952—1953 роках — секретар партійного бюро КП(б)У заводу «Світло шахтаря».
У 1953—1955 роках — голова виконавчого комітету Жовтневої районної ради депутатів трудящих міста Харкова. У 1955—1960 роках — 1-й секретар Жовтневого районного комітету КПУ міста Харкова.
У 1960—1961 роках — 2-й секретар Харківського міського комітету КПУ.
У 1961 — лютому 1969 — голова виконавчого комітету Харківської міської ради депутатів трудящих. Обирався членом Харківського обкому і міськкому КПУ.

## Звання
- гвардії старший лейтенант

## Нагороди
- орден Трудового Червоного Прапора
- орден «Знак Пошани»
- орден Вітчизняної війни ІІ ст. (6.11.1947)
- медалі
- Почесна грамота Президії Верховної Ради Української РСР (29.08.1964)